# Happy Up Here
Happy Up Here è un singolo del gruppo musicale norvegese Röyksopp, pubblicato il 19 gennaio 2009 come primo estratto dal terzo album in studio Junior.

## Descrizione
Il brano contiene un sample di Do That Stuff dei Parliament del 1976.

## Promozione
Nel dicembre 2014 il brano è stato usato come sottofondo per il promo di Italia 1 Latte e Cartoni.

## Video musicale
Il videoclip, diretto da Reuben Sutherland, è stato pubblicato il 25 febbraio 2009.